# Двадесетичетириклетъчник
Двадесетичетириклетъчникът, наречен така поправен демитесеракт или поправен шестнадесетоклетъчник, е един от шестте правилни изпъкнали многоклетъчника. Има 24 октаедъра, 96 триъгълни стени, 96 ръба и 24 върха. Себедуален е. Петриевият многоъгълник е дванадесетоъгълник. Връхната фигура е куб. Има кубоктаедрична обвивка.